# Центрарховые

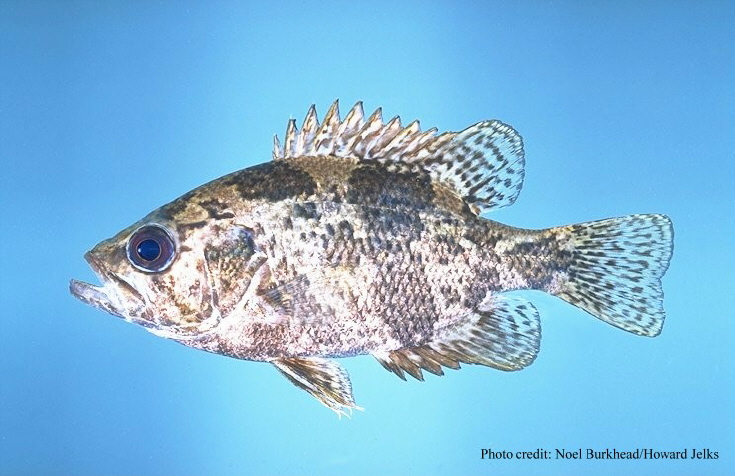
Ambloplites ariommus

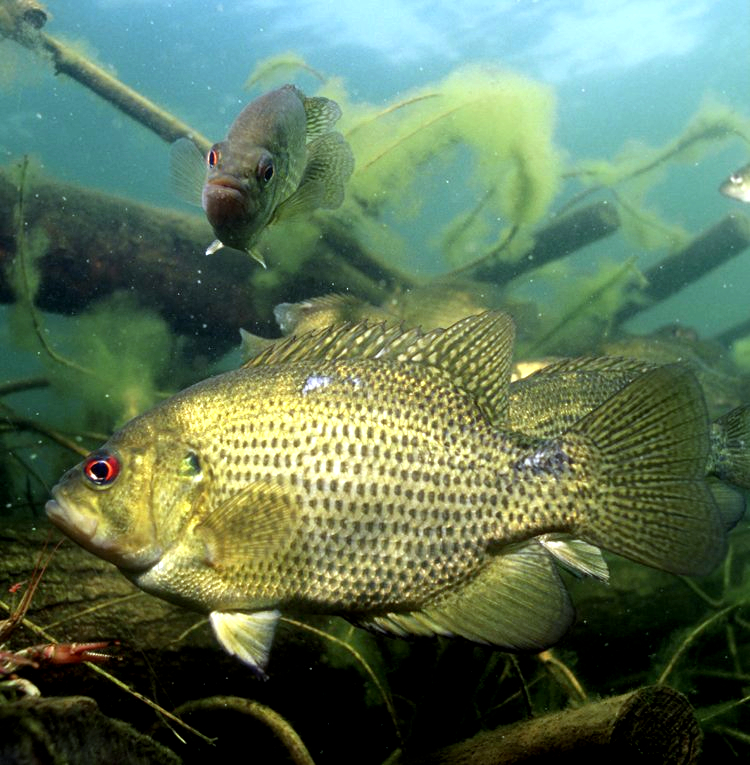
Ambloplites rupestris

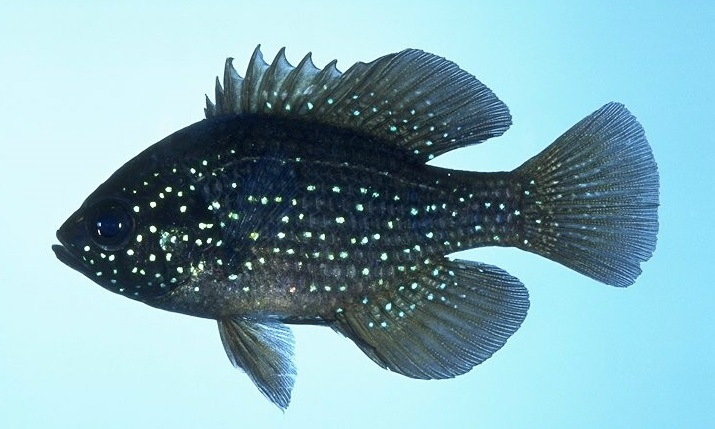
Enneacanthus gloriosus

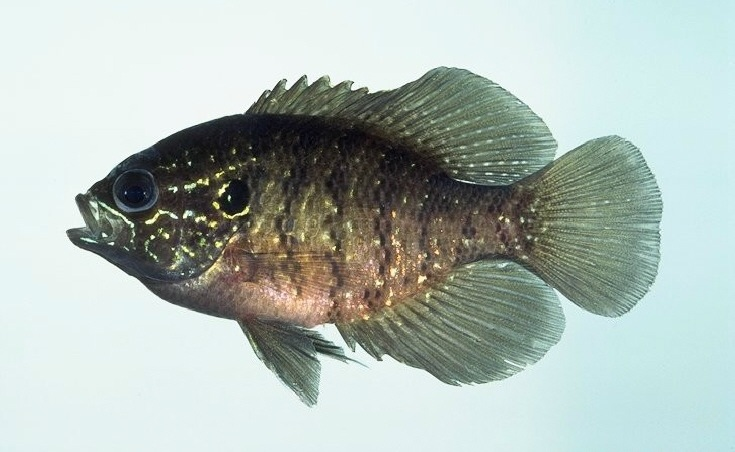
Enneacanthus obesus

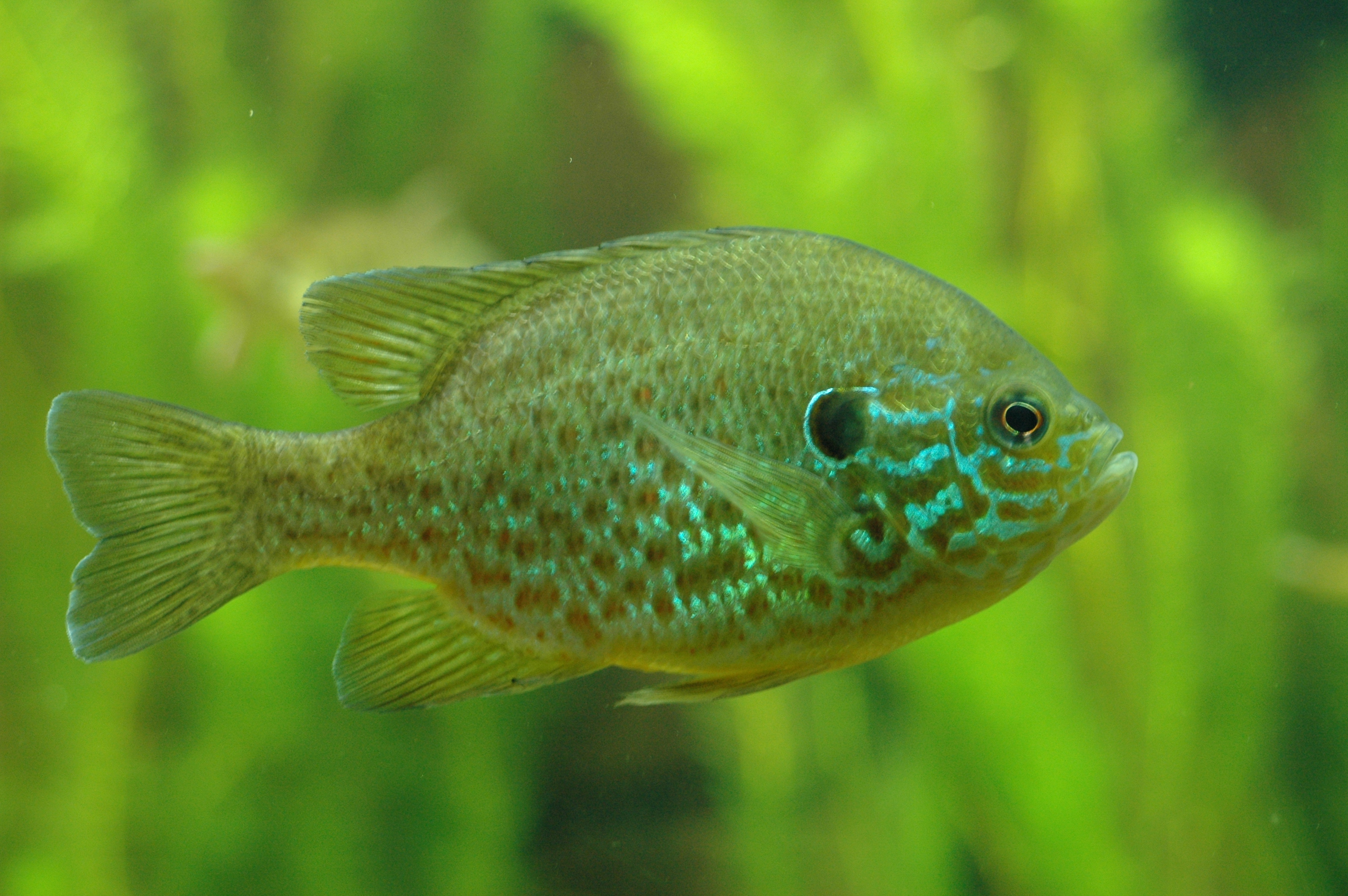
Lepomis gibbosus

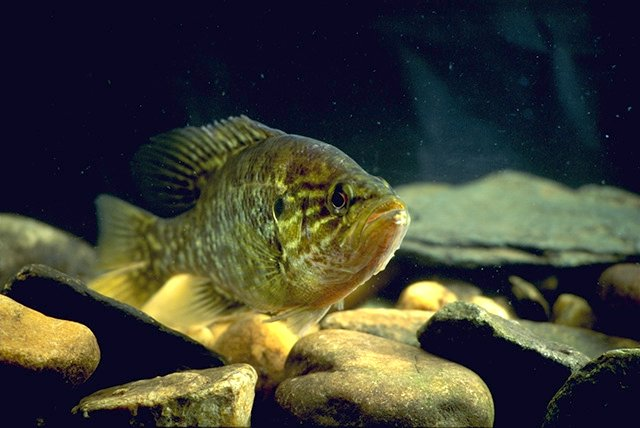
Lepomis gulosus

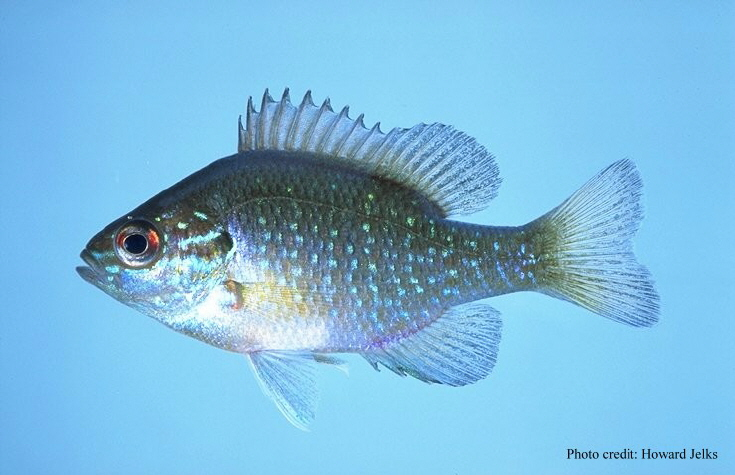
Lepomis marginatus

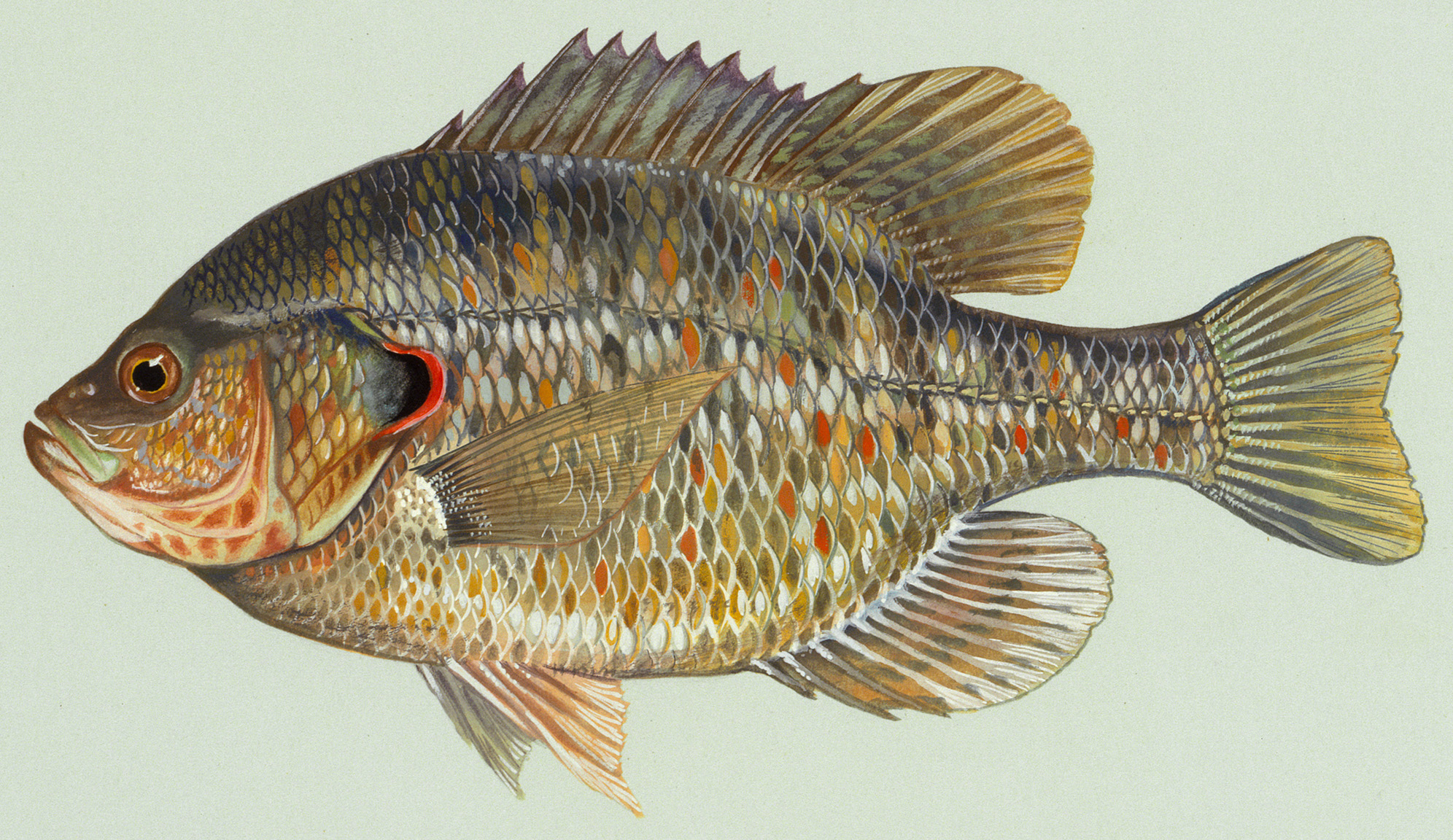
Lepomis microlophus

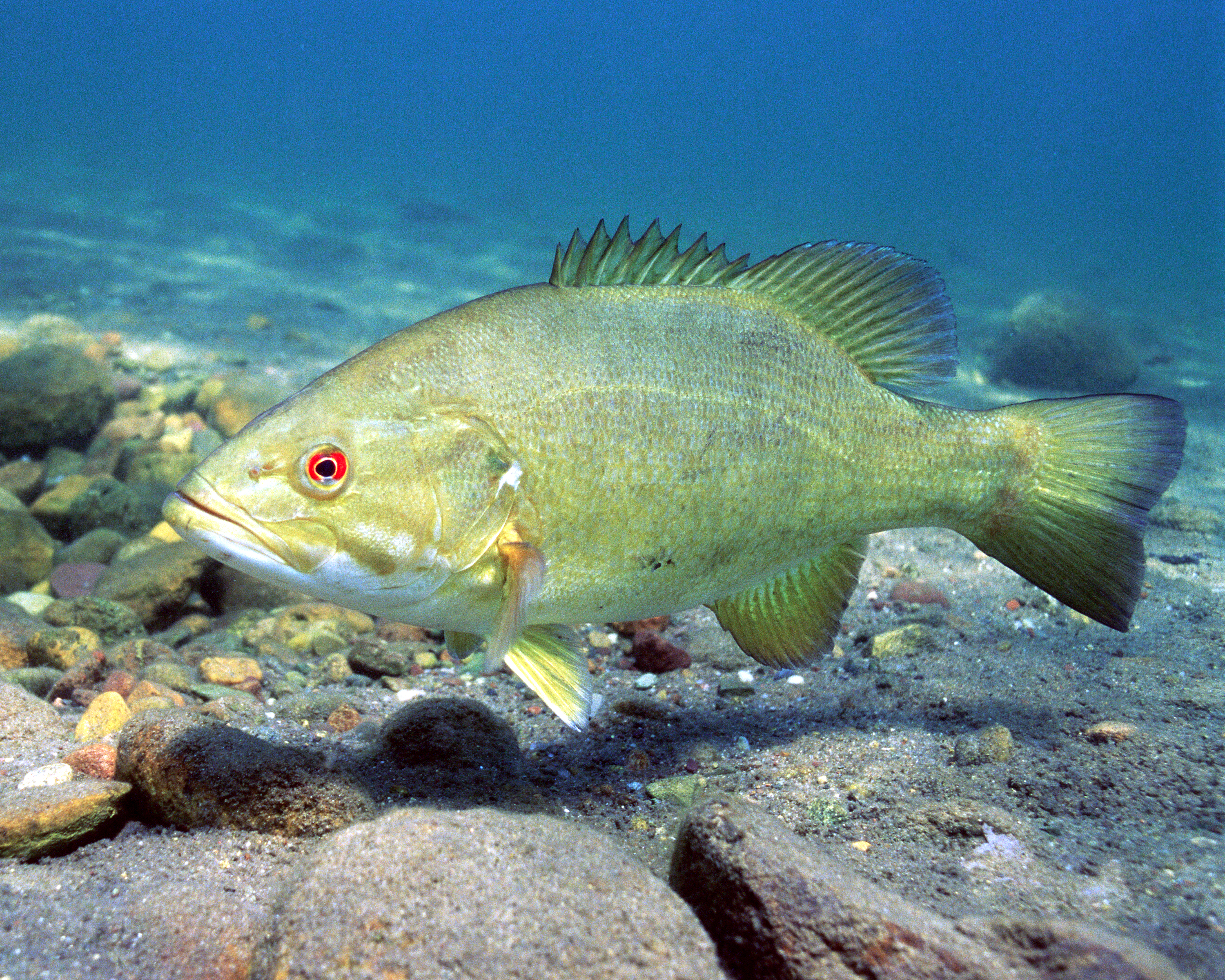
Micropterus dolomieu

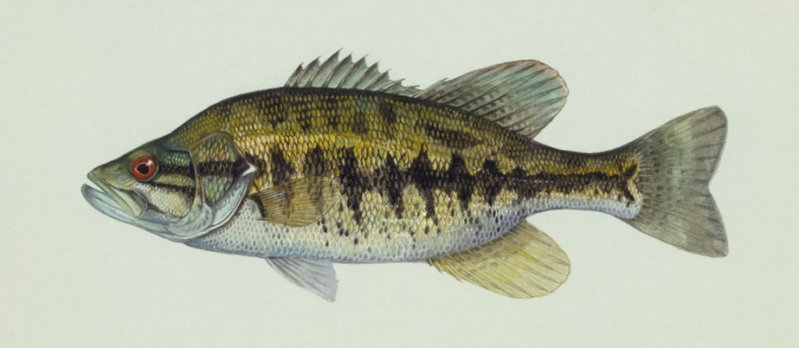
Micropterus notius

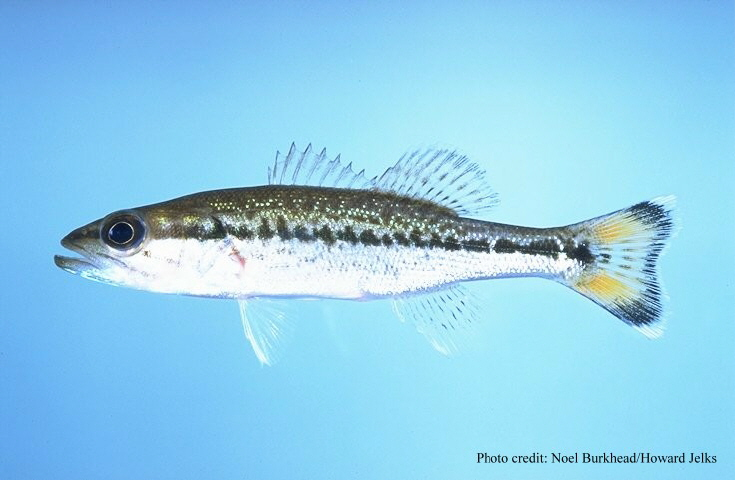
Micropterus punctulatus

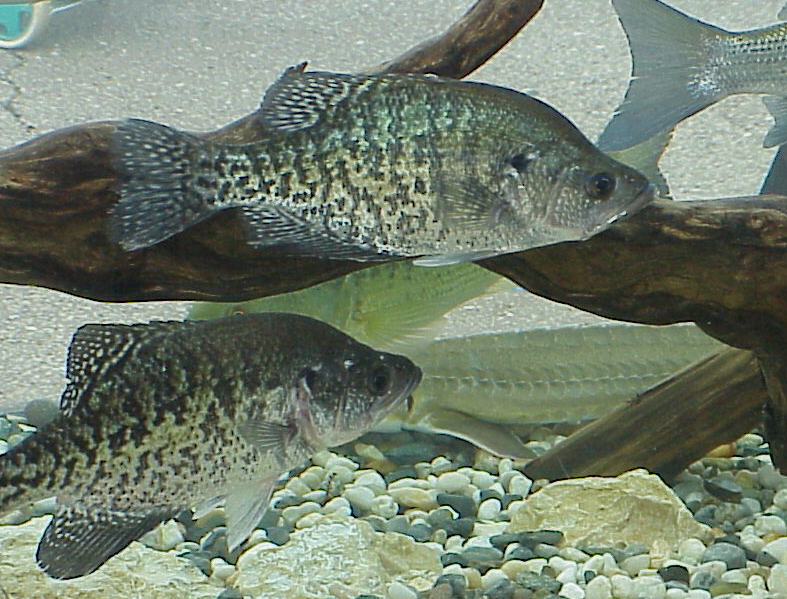
Pomoxis annularis

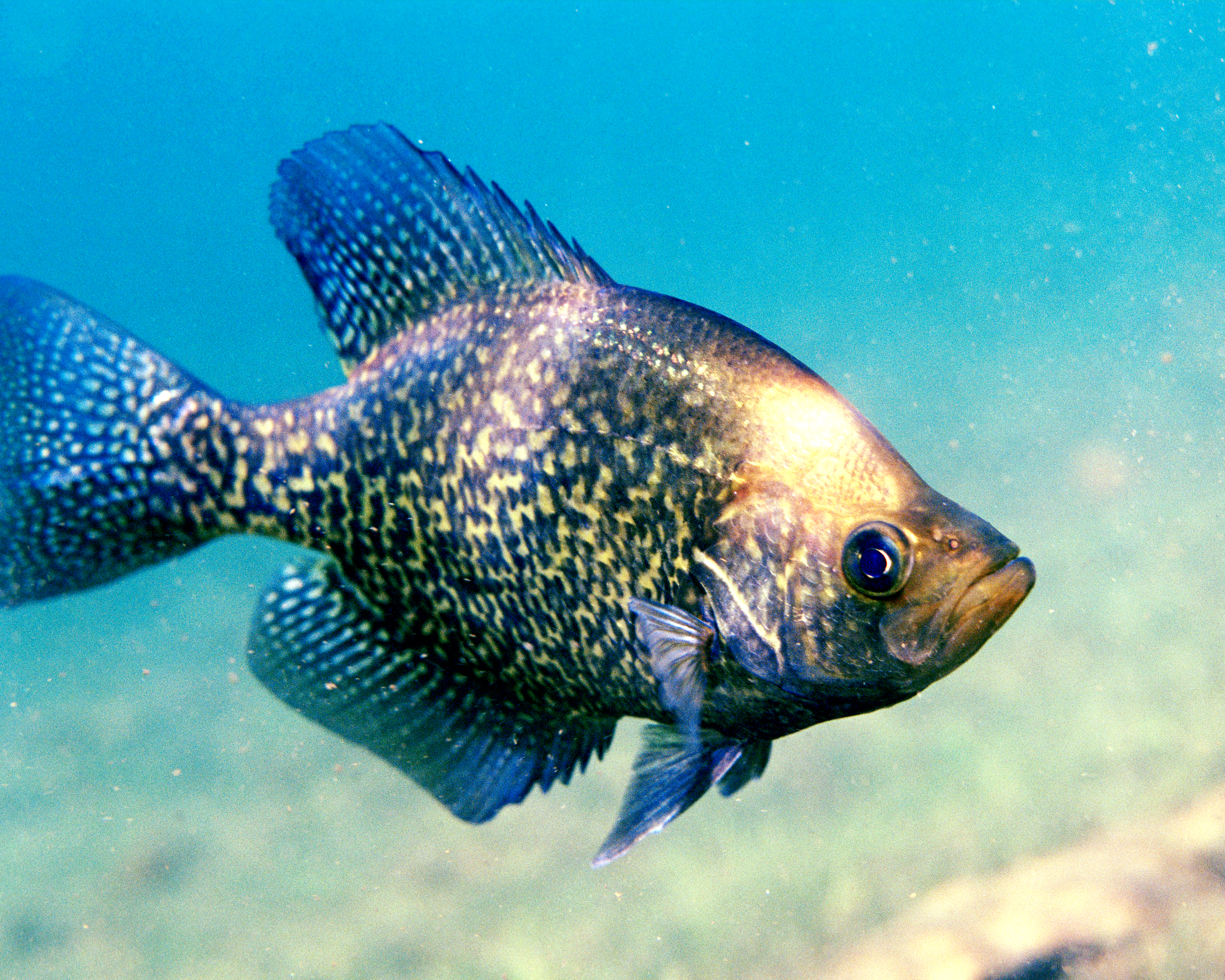
Pomoxis nigromaculatus

Центра́рховые, или уша́стые о́куни (лат. Centrarchidae), — семейство лучепёрых рыб из отряда окунеобразных (Perciformes). Насчитывают около 45 видов, объединяемых в 9 родов. Распространены в пресных водах Северной Америки. Из-за пестрой расцветки и переливающейся чешуи называются солнечными окунями. Ярко окрашенное удлинение на вершине жаберной крышки дало семейству ещё одно условное название — ушастые окуни.

## Описание
Центрарховые имеют высокое, уплощённое с боков тело длиной во взрослом состоянии 10-30 см. Спинной плавник имеет 3—13 колючих луча в передней части, анальный от 3 до 9. Рот с полуовальной выемкой. Взрослые рыбы ведут хищный образ жизни, потребляя любую соразмерную животную пищу, в первую очередь мальков, насекомых и головастиков. Половой зрелости центрарховые достигают в 10—25 месяцев.

## Классификация
- Род Болотные солнечники (Acantharchus)[3]
  - Илистый солнечник (Acantharchus pomotis)
- Род Американские каменные окуни (Ambloplites)
  - Тёмный каменный окунь (Ambloplites ariommus)
  - Ambloplites cavifrons
  - Ambloplites constellatus
  - Красноглазый каменный окунь (Ambloplites rupestris)
- Род Архоплитусы (Archoplites)
  - Сакраментский каменный окунь (Archoplites interruptus)
- Род Ушастые окуни (Centrarchus)
  - Ушастый окунь (Centrarchus macropterus)
- Род Солнечники-эннеаканты (Enneacanthus)
  - Темнополосый солнечник (Enneacanthus chaetodon)
  - Малый солнечник (Enneacanthus gloriosus)
  - Бриллиантовый солнечник (Enneacanthus obesus)
- Род Настоящие солнечники (Lepomis)
  - Розовый солнечник (Lepomis auritus)
  - Зелёный солнечник (Lepomis cyanellus)
  - Обыкновенная солнечная рыба (Lepomis gibbosus)
  - Lepomis gulosus, ранее (Chaenobryttus gulosus)
  - Lepomis humilis
  - Синежаберный солнечник (Lepomis macrochirus)
  - Lepomis marginatus
  - Длинноухий солнечник (Lepomis megalotis)
  - Lepomis microlophus
  - Lepomis miniatus
  - Lepomis punctatus
  - Lepomis symmetricus
- Род Форелевые окуни (Micropterus)
  - Micropterus cataractae
  - Micropterus coosae
  - Малоротый окунь (Micropterus dolomieu)
  - Micropterus notius
  - Micropterus punctulatus
  - Большеротый окунь (Micropterus salmoides)
  - Micropterus treculii
- Род Краппи (Pomoxis)
  - Белый краппи  (Pomoxis annularis)
  - Чёрный краппи (Pomoxis nigromaculatus)